# Tratado do Gulistão
O Tratado de Gulistão (em russo:  Гюлистанский договор; em persa: عهدنامه گلستان) foi um tratado de paz assinado entre o Império Russo e a Pérsia (actualmente o Irão) a 24 de Outubro de 1813 na aldeia de Gulistão (no actual raion de Goranboy, Azerbaijão) como resultado da Guerra russo-persa de 1804–1813. A negociações de paz foram precipitadas pela Queda de Lankaran a mãos do general russo Pyotr Koltyarevsky a 1 de Janeiro de 1813.
O tratado confirmou a cedência à Rússia do Daguestão, da Geórgia, da maioria da República do Azerbaijão e partes do norte da Arménia por parte do Irão.
O texto foi preparado pelo diplomata britânico Gore Ouseley o qual serviu como mediador e empunhou muita influência na corte  persa. Foi assinado por Nikolai Rtischev do lado russo e por Mirza Abolhassan Cã Ilchi do lado persa.
O resultado do tratado foi que a cedência forçada do grosso dos territórios caucásicos iranianos, o que contribui directamente ao começo da Guerra russo-persa de 1826–1828. Pelo Tratado de Turcamanchai que findou a guerra de 1826–1828, os últimos territórios caucásicos do Irão foram perdidos, compreendendo a actual Arménia e parte do contemporário Azerbaijão que permaneceu em mãos persas. Por 1828, o Irão tinha perdido através destes dous tatados, todosos territórios acima referidos. A área a Norte do rio Araxes, no que agora são a Geórgia, o Azerbaijão, a Arménia e o Daguestão eram territórios iranianos até serem ocupados pela Rússia durante o século XIX. Graças a este tratado e o de 1828, a Rússia conquistara todos os territórios do Cáucaso do Irão, perfazendo hoje o Daguestão, o leste da Geórgia, o Azerbaijão e a Arménia, os quais tinham feito parte deste conceito por séculos. Os territórios a Norte do Araxes foram persas até serem ocupados pelos russos no século XIX.
Como consequência directa destes dous tratados, os antigo territórios persas tornariam-se russos os próximos cento e oitenta anos, à exepção do Daguestão, o qual continuaria a ser possessão russa até hoje. Desta área, três estados independentes surgiriam depois da dissolução da União Soviética em 1991; a Geórgia, o Azerbaijão e a Arménia. Por último, resultado da imposição dos dous tratados, dividiu os azeris e os taliches entre duas nações, o Azerbaijão e o Irão.